# Argulus incisus
Argulus incisus is een visluizensoort uit de familie van de Argulidae. De wetenschappelijke naam van de soort werd in 1913 gepubliceerd door Cunnington.